# Мала Буковиця
Мала Буковиця (словен. Mala Bukovica) — поселення в общині Ілірська Бистриця, Регіон Нотрансько-крашка, Словенія. Висота над рівнем моря: 436,3 м.